# Saly Ruth Ramler
Saly Ruth Ramler, épouse Struik, née le 10 novembre 1894 et morte le 26 novembre 1993, est une mathématicienne tchécoslovaque.

## Jeunesse et formation
Saly Ruth Ramler naît le 10 novembre 1894 à Kolomya (Ukraine), la sixième enfant de Gerson Ramler (1863-1930), un marchand juif, et de Franziska Rosenblatt. En 1897, la famille déménage à Prague. Ramler étudie à Královské Vinohrady, au lycée allemand de filles, où elle obtient son diplôme le 7 juillet 1914, 21 jours avant le déclenchement de la Première Guerre mondiale, avec d'excellentes notes. De 1914 à 1918, elle étudie les mathématiques et la physique à la Faculté de philosophie de l' Université allemande de Prague, mais ses intérêts sont beaucoup plus larges : langues modernes, histoire, philosophie, sports et danse moderne.
En 1919, elle est la première femme à obtenir un doctorat en mathématiques de l'Université allemande de Prague (aujourd'hui, Université Charles de Prague). Sa thèse Axiomatik der affinen Geometrie in zwei und drei Dimensionen porte sur les axiomes en géométrie affine et a été supervisée par Gerhard Kowalewski and Georg Pick.

## Carrière
En 1921, Ramler passe un examen d'enseignement des mathématiques et de la physique et obtient le droit d'enseigner dans des écoles secondaires où l'allemand est la langue d'enseignement. Peu de temps après, elle travaille comme professeur de mathématiques et de physique au lycée allemand des filles de Prague II. En juillet 1921, elle suit un cours de gym en Allemagne. En septembre 1921, elle est au Congrès des mathématiciens allemands à Jena. En mars 1922, elle entreprend un voyage d'étude au Luxembourg et en janvier 1923 un voyage d'étude en Allemagne.
En 1923, elle épouse le mathématicien et historien hollandais Dirk Jan Struik, rencontré lors du congrès de Jena. Entre 1923 et 1926, le couple utilise la bourse Rockefeller obtenue par Struick pour voyager en Europe, étudier et collaborer avec des scientifiques de leur époque comme Tullio Levi-Civita, Richard Courant et David Hilbert. Ramler travaille comme historienne des mathématiques, examine la propriété de Prague du mathématicien Bernard Bolzano et collabore à la traduction italienne des Fondations Euclidiennes.
En 1926, ils émigrent aux États-Unis quand Dirk Struik accepte un poste au MIT. Ramler met fin à sa carrière scientifique. Elle aide son mari à construire sa carrière, l'accompagne lors de séjours de conférences et de voyages à travers le monde et élève leurs trois filles : Ruth Rebekka, Anne et Gwendolyn.
En 1977, elle publie un article intitulé Flächengleichheit und Cavalierische Gleichheit von Dreiecken (Égalité de surface et égalité de Cavalieri des triangles) avec l'aide de Paul Bernays, un mathématicien suisse.
Elle meurt le 26 novembre 1993, dans le Massachusetts, à 99 ans.